# Lindmania geniculata
Lindmania geniculata är en gräsväxtart som beskrevs av Lyman Bradford Smith. Lindmania geniculata ingår i släktet Lindmania och familjen Bromeliaceae.

## Underarter
Arten delas in i följande underarter:
- L. g. geniculata
- L. g. minor